# Night of the Living Dead (1990)
Night of the Living Dead (bra: A Noite dos Mortos-Vivos; prt: O Despertar dos Mortos Vivos) é um filme lançado em 1990. É um remake do filme homônimo de 1968, de George A. Romero, e foi dirigido por Tom Savini. Romero reescreveu o enredo do original de 1968, do qual havia sido coautor junto a John A. Russo.
Outro remake surgiria em 2006, intitulado Night of the Living Dead 3-D.

## Elenco principal
- Tony Todd como Ben
- Patricia Tallman como Barbara
- Tom Towles como Harry Cooper
- McKee Anderson como Helen Cooper
- William Butler como Tom
- Katie Finneran como Judy Rose
- Bill Moseley como Johnnie
- Heather Mazur como Sarah Cooper
- David W. Butler como Hondo